# Alekseï Goganov
Alekseï Goganov est un joueur d'échecs russe né le 26 juillet 1991 à Saint-Pétersbourg.
Au 1er novembre 2020, Gganov est le 44e joueur russe et le 233e joueur mondial avec un classement Elo de 2 602 points. Il a remporté trois fois le championnat de Saint-Pétersbourg et participé à deux coupes du monde et deux superfinales du championnat de Russie.

## Biographie et carrière

### Tournois internationaux
Grand maître international depuis 2013, Alekseï Goganpov a remporté :
- le tournoi open de l'université technique de Riga en août 2016 (Kravtisv vainqueur au départage) ;
- le championnat de Saint-Pétersbourg en 2008, 2016[2] et 2020[3] ;
- le mémorial Polougaïevski à Samara en 2012 (vainqueur au départage)[4], en 2014 (ex æquo avec Siouguirov) et en 2019 (ex æquo avec Sviechnikov, A. Jyhalka, Outegaliev et Kopylov)..

### Championnats de Russie
Goganov finit troisième ex æquo de la demi-finale du championnat russe 2013 et se qualifia pour la finale. Il marqua 3,5 points sur 9 lors de la superfinale du championnat de Russie en 2013 et finit huitième sur dix participants.
En 2016, il finit deuxième ex æquo de la demi-finale du championnat russe et se qualifia pour la finale. Lors de la superfinale du championnat de Russie d'échecs en octobre 2016, Goganov marqua la moitié des points (5,5/11), avec une victoire et une perte, et finit à la sixième place ex æquo sur douze participants.

### Coupes du monde
Goganov se qualifia deux fois à la coupe du monde d'échecs :
- Il finit 23e du championnat d'Europe individuel de 2015 avec 7 points sur 11 et se qualifia à la coupe du monde d'échecs 2015 à Bakou, où  il fut éliminé au premier tour par Péter Lékó (0,5 à 1,5) ;
- En 2016, il finit neuvième du championnat d'Europe d'échecs individuel avec 7,5 points sur 11 et se qualifia pour la coupe du monde 2017. À la coupe du monde d'échecs 2017 à Tbilissi, où  il fut éliminé au premier tour par Dmitri Andreïkine après départages (1 à 3).

### Coupes d'Europe
Goganov joue dans l'équipe Mednyi Vsadnik de Saint-Pétersbourg. Il remporta la médaille d'or par équipe en 2018 et la troisième place par équipe en 2019.